# Pentas angustifolia
Pentas angustifolia là một loài thực vật có hoa trong họ Thiến thảo. Loài này được (A.Rich.) Verdc. mô tả khoa học đầu tiên năm 1953.